# Pilaira moreaui
Pilaira moreaui är en svampart som beskrevs av Y. Ling 1926. Pilaira moreaui ingår i släktet Pilaira och familjen Mucoraceae.   Inga underarter finns listade i Catalogue of Life.